# Вашингтонское соглашение
Вашингто́нское соглаше́ние (англ. Washington Agreement, босн. Vašingtonski sporazum, хорв. Washingtonski sporazum) — соглашение о прекращении огня между самопровозглашённой Хорватской республикой Герцег-Босна и Республикой Босния и Герцеговина (единственное на тот момент всемирно признанное государственное образование на территории современной Боснии и Герцеговины, правительство которого, в основном, состояло из этнических боснийцев).
Соглашение было подписано в Вашингтоне и Вене 18 марта 1994 года премьер-министром Республики Босния и Герцеговина Харисом Силайджичем, министром иностранных дел Хорватии Мате Граничем и президентом Герцег-Босны Крешимиром Зубаком.
По условиям соглашения территории, удерживаемые под контролем хорватскими и боснийскими военными формированиями, объединялись в Федерацию Боснии и Герцеговины, разделявшуюся, в свою очередь, на 10 автономных кантонов. Кантональная система была выбрана, дабы предотвратить господство одной этнической группы над другой.